# Karsten Skawbo-Jensen
Karsten Skawbo-Jensen (født 19. december 1959 på Langesø, Als) er en dansk politiker fra Det Konservative Folkeparti og tidligere formand for Patientforeningen Danmark og Landsforeningen mod Brystkræft. Karsten Skawbo-Jensen er fra 2010 medlem af Frederiksberg Kommunalbestyrelse samt medlem af regionsrådet i Region Hovedstaden.

## Baggrund
Han blev student fra Sønderborg Statsskole i 1979 og senere cand.phil. i litteraturvidenskab fra Københavns Universitet. Han arbejder som projektleder og referent ved Folketingstidende. Han driver desuden kommunikationsvirksomheden beattext.

## Politisk karriere
I sit politiske virke har Karsten Skawbo-Jensen været formand for Socialudvalget og formand for Børn og Ungeudvalget i Frederiksberg Kommune og formand for Social- og Psykiatriudvalget og medlem af Forretningsudvalget i Region Hovedstaden.
Skawbo-Jensen var tidligere folketingskandidat i Ballerup- og Glostrupkredsen, og var i 2009 desuden opstillet til Europa-Parlamentet.
Ved regionsrådsvalget i 2009 blev Skawbo-Jensen valgt ind i Region Hovedstaden med 4.050 personlige stemmer.
Ved Folketingsvalget 2011 modtog han 110 personlige stemmer.